# Chamaecrista punctulata
Chamaecrista punctulata là một loài thực vật có hoa trong họ Đậu. Loài này được (Hook. & Arn.) H.S.Irwin & Barn miêu tả khoa học đầu tiên.